# John Gaddum

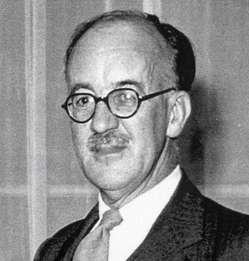
miniatura de Sir John Gaddum

John Henry Gaddum (Hale, 31 marzo 1900 – Cambridge, 30 giugno 1965) è stato un farmacologo britannico.

## Biografia
Nato a Hale, una piccola località del Greater Manchester ma storicamente posta nel Cheshire, sesto nato in una numerosa famiglia di un importatore di seta. Ha frequentato il Trinity college dell'Università di Cambridge, laureandosi nel 1922 in medicina.
Dedicatosi alla ricerca, nel 1927 lavorò col neurofisiologo Henry Hallett Dale, Premio Nobel per la medicina nel 1936, al National Institute for Medical Research di Hampstead, dove rimase per sei anni. Nel 1931, in collaborazione con Ulf von Euler, isolò la Sostanza P in estratti alcolici di cervello equino e nell'intestino del coniglio. Nel 1934 fu nominato professore di Farmacologia all'Università del Cairo e l'anno successivo passò all'University College London dove rimase fino al 1942 quando passò all'Università di Edimburgo.

## Opere
È ricordato per un noto trattato di farmacologia ("Gaddum's Pharmacology") edito dalla Oxford university press in numerose edizioni, e pubblicato anche in edizione italiana dall'editore Piccin di Padova.
Fra i numerosi lavori, si elencano qui alcuni il cui testo elettronico può essere scaricato integralmente e gratuitamente ("Full text free"):
- Gaddum JH, Randic M, Smith MW, An antistrychnine extract from horse intestine, in J Physiol, vol. 172, 1964 Aug,  pp. 207-15, PMID 14205017.

- Cleugh J, Gaddum JH, Mitchell AA, Smith MH, Whittaker VP, Substance P in brain extracts, in J Physiol, vol. 170, 1964 Jan,  pp. 69-85, PMID 14135600.

- Gaddum JH, Hameed KA, Hathway DE, Stephens FF, Quantitative studies of antagonists for 5-hydroxytryptamine, in Q J Exp Physiol Cogn Med Sci sciences, vol. 40, n. 1, 1955 Jan,  pp. 49-74, PMID 14371990.

- Amin AH, Crawford TB, Gaddum JH, The distribution of substance P and 5-hydroxytryptamine in the central nervous system of the dog, in J Physiol, vol. 126, n. 3, 1954 Dec 10,  pp. 596-618, PMID 13222357.

- Gaddum JH, Clinical pharmacology, in Proc R Soc Med, vol. 47, n. 3, 1954 Mar,  pp. 195-204, PMID 13155508.

- Gaddum JH, Tryptamine receptors, in J Physiol, vol. 119, n. 2-3, 1953 Feb 27,  pp. 363-8, PMID 13035757.

- Gaddum JH, Hebb CO, Silver A, Swan AA, 5-Hydroxytryptamine; pharmacological action and destruction in perfused lungs, in Q J Exp Physiol Cogn Med Sci sciences, vol. 38, n. 4, 1953,  pp. 255-62, PMID 13155768.

- Gaddum JH, The metabolism of histamine, in Br Med J, vol. 2, n. 4738, 1951 Oct 27,  pp. 987-91, PMID 14869789.

- Gaddum JH, Peart WS, Vogt M, The estimation of adrenaline and allied substances in blood, in J Physiol, vol. 108, n. 4, 1949 Jun 15,  pp. 467-81, PMID 16991878.

- Gaddum JH, Goodwin LG, Experiments on liver sympathin, in J Physiol, vol. 105, n. 4, 1947 Jan 15,  pp. 357-69, PMID 16991732.

- Gaddum JH, A method of recording the respiration, in J Physiol, vol. 99, n. 2, 1941 Jan 14,  pp. 257-64, PMID 16995249.

- Gaddum JH, Kwiatkowski H, Properties of the substance liberated by adrenergic nerves in the rabbit's ear, in J Physiol, vol. 96, n. 4, 1939 Sep 14,  pp. 385-91, PMID 16995140.

- Gaddum JH, Jang CS, Kwiatkowski H, The effect on the intestine of the substance liberated by adrenergic nerves in a rabbit's ear, in J Physiol, vol. 96, n. 1, 1939 Jun 14,  pp. 104-8, PMID 16995111.

- Gaddum JH, Kwiatkowski H, The action of ephedrine, in J Physiol, vol. 94, n. 1, 1938 Oct 14,  pp. 87-100, PMID 16995037.

- Barsoum GS, Gaddum JH, The pharmacological estimation of adenosine and histamine in blood, in J Physiol, vol. 85, n. 1, 1935 Aug 22,  pp. 1-14, PMID 16994692.

- Gaddum JH, Schild H, Depressor substances in extracts of intestine, in J Physiol, vol. 83, n. 1, 1934 Dec 14,  pp. 1-14, PMID 16994608.

- Feldberg W, Gaddum JH, The chemical transmitter at synapses in a sympathetic ganglion, in J Physiol, vol. 81, n. 3, 1934 Jun 9,  pp. 305-19, PMID 16994545.

- Chang HC, Gaddum JH, Choline esters in tissue extracts, in J Physiol, vol. 79, n. 3, 1933 Oct 6,  pp. 255-85, PMID 16994462.

- Gaddum JH, Holtz P, The localization of the action of drugs on the pulmonary vessels of dogs and cats, in J Physiol, vol. 77, n. 2, 1933 Jan 16,  pp. 139-58, PMID 16994379.

- von Euler US, Gaddum JH, Pseudomotor contractures after degeneration of the facial nerve, in J Physiol, vol. 73, n. 1, 1931 Sep 18,  pp. 54-66, PMID 16994228.

- von Euler US, Gaddum JH, An unidentified depressor substance in certain tissue extracts, in J Physiol, vol. 72, n. 1, 1931 Jun 6,  pp. 74-87, PMID 16994201.

- Dale HH, Gaddum JH, Reactions of denervated voluntary muscle, and their bearing on the mode of action of parasympathetic and related nerves, in J Physiol, vol. 70, n. 2, 1930 Sep 18,  pp. 109-44, PMID 16994129.

- Gaddum JH, The Estimation of Phosphorus in Blood, in Biochem J, vol. 20, n. 6, 1926,  pp. 1204-7, PMID 16743772.

- Gaddum JH, The action of adrenalin and ergotamine on the uterus of the rabbit, in J Physiol, vol. 61, n. 1, 1926 Mar 18,  pp. 141-50, PMID 16993772.

- Gaddum JH, Quantitative observations on thyroxine and allied substances: I. The use of tadpoles, in J Physiol, vol. 64, n. 3, 1927 Dec 29,  pp. 246-54, PMID 16993917.

- Gaddum JH, Some properties of the separated active principles of the pituitary (posterior lobe), in J Physiol, vol. 65, n. 4, 1928 Aug 14,  pp. 434-40, PMID 16993964.

- Gaddum JH, The stability of watery solutions of the oxytocic principle of the pituitary gland, in Biochem J, vol. 24, n. 4, 1930,  pp. 939-44, PMID 16744460.